# Augusto Manuel Alves da Veiga
Augusto Manuel Alves da Veiga (Izeda, Braganza, 28 de septiembre de 1850 — París, 2 de diciembre de 1924), más conocido como Alves de Veiga fue un abogado, periodista, diplomático y político republicano que tuvo un importante papel en la revuelta del 31 de enero de 1891. Editó diversos periódicos de propaganda republicana durante la década de 1880. Tras la implantación de la República, su acción diplomática fue importante para el reconocimiento internacional del régimen.

## Biografía
Oriundo de una adinerada familia de labradores trasmontanos, cursó sus estudios secundarios en Braganza donde tuvo de tutor a Manuel Emídio Garcia, figura clave del movimiento republicano portugués y uno de los primeros exponentes del positivismo en Portugal, que le enseñó latín y francés. En 1864 se dirigió a Coímbra donde realizó en 1869 los estudios preparatorios necesarios para ingresar en la Facultad de Derecho.
En 1869 se matriculó en la Universidad de Coímbra donde fue un alumno distinguido y en 1874 se licenció en Derecho. Aun siendo estudiante se interesó por la prensa y redactó durante el instituto el periódico O Lyceu - Semanário Científico e Literário y colaboró con la prensa de la época. Asimismo, se interesó por la Filosofía y publicó algunos artículos sobre temas filosóficos y metafísicos. En aquella época se adhirió al ideario republicanismo y asumió una postura militante en su defensa y propaganda y redactó y publicó un semanario titulado República Portuguesa, que tuvo como colaboradores algunos de las figuras más prominentes de la política republicana en Portugal, entre ellos Magalhães Lima, Alves Morais, Álvaro César de Mendonça, Artur de Almeida Ribeiro e Manuel de Arriaga.
Al terminar los estudios en 1874, creó un bufete de abogados en Oporto, donde se quedó a vivir y se casó. Paralelamente, se dedicó a la enseñanza en instituto, especialmente Filosofía e Historia, actividad que mantendría a lo largo de su vida. Mantuvo su acción de propaganda republicana, colaborando como redactor del periódico republicano Actualidade y fundando en Oporto el periódico A Discussão, que aunque duró poco, lo afirmó como uno de los líderes del movimiento republicano del norte de Portugal. Era un orador elocuente, que participó activamente en casi todas las reuniones republicanas que se realizaron en Portugal y fue determinante en la fundación de la agrupación electoral republicana en Oporto en 1876.
En las elecciones parlamentarias del 13 de octubre de 1878 fue el candidato republicano por la circunscripción de Oporto, pero no consiguió ser elegido. Volvió a ser candidato en 1881, sin éxito. En las elecciones generales del 6 de marzo de 1887 fue de nuevo candidato y obtuvo 6000 votos en todo el país, de los cuales 865 en Oporto, pero este nuevo fracaso lo convenció de la necesidad de tomar la vía revolucionaria como única forma de llevar la República a Portugal y de abandonar el discurso legaslista que caracterizaba hasta entonces su actividad política.
Cuando el 20 de marzo de 1888 ardió el teatro Baquet, lo que provocó varios muertos y dejando huérfanos a muchos niños. Alves Veiga adoptó a dos huérfanos, acto que le valió la visita en su casa de la reina María Pía de Saboya. En julio y agosto de 1890 acompañó a Sebastião de Magalhães Lima en un viaje al extranjero, especialmente en París donde participó en una reunión para la comunidad portuguesa.
Fue uno de los líderes de la revuelta del 31 de enero de 1891 y leyó en las ventanas del ayuntamiento de Oporto la proclamación del nuevo gobierno. Sin embargo, el fracaso de la revuelta lo llevó al exilio en París donde ejerció la abogacía en los consulados portugueses y brasileños y donde continuó sus estudios filosóficos.
Tras la revolución del 5 de octubre de 1910, volvió a la vida política activa y fue nombrado embajador de Portugal en Bruselas de 1912 y 1915, jugando un rol importante en el reconocimiento republicano por las potencias europeas. Su discreto papel diplomático durante la Primera Guerra Mundial fue importante para las relaciones con Francia.
Su nombre estuvo presente en la candidatura a la presidencia de la República entre 1911 y 1915, pero en ambas elecciones solo obtuvo escasos votos en el Congreso de la República. Rechazó varios invitaciones para entrar en el gobierno que le hicieron desde 1914, el último inmediatamente antes del Movimiento de las Espadas que llevó a la dictadura el general Joaquim Pimenta de Castro. El 17 de mayo de 1915, tras la sangrienta revuelta del 14 de mayo de 1915 que llevó a la caída de Pimienta de Castro y de Manuel de Arriaga. Alves de Veiga fue nombrado ministro de Asuntos Exteriores en el gobierno presidido por João Pinheiro Chagas, pero el gobierno apenas duró un día, ya que Chagas fue gravemente herido en un atentado en la estación de Barquinha, en los alrededores del Entroncamento, en la noche del 16 al 17 de mayo, cuando el senador João José de Freitas entró en el carro donde viajaba el jefe del nuevo gobierno y le disparó cinco tiros de pistola, tres de los cuales alcanzaron a João Chagas en la cabeza y le hirieron en un ojo.
Fallecido en París, su cuerpo fue trasladado a Portugal. Simbólicamente, los cuerpos de Alves de Veiga y de Augusto Rodolfo da Costa Malheiro, que había muerto el 9 de diciembre de 1924, una semana después de Alves Veiga, fueron depositados el 31 de enero de 1925 en el panteón monumental erigido en memoria de los vencidos del 31 de enero en el cementerio del Prado do Repouso, en la ciudad de Oporto.